# Ducula myristicivora
La dúcula ceranegra, dúcula de cere negro o dúcula de la nuez moscada (Ducula myristicivora) es una especie de ave columbiforme de la familia Columbidae propia de Indonesia.

## Descripción
Mide 41 a 43 cm de largo y pesa 540 g. La coloración general es gris, y sus alas y partes superiores son de color verde esmeralda, la cabeza, el cuello y el vientre tienen un ligero color rosa. Las plumas de vuelo y piloto son de color negro con reflejos azules. El iris es de color marrón , el pico es negro, y las patas de color rojo oscuro.

## Subespecies
Existen dos subespecies reconocidas de esta ave:
- Ducula myristicivora myristicivora (Scopoli, 1786)
- Ducula myristicivora geelvinkiana (Schlegel, 1873)

## Distribución y hábitat
Se encuentra únicamente en la islas Molucas y Raja Ampat. Sus hábitats naturales son los bosques húmedos tropicales y los manglares tropicales.